# Raión de Babáyevo
El raión de Babáyevo (ruso: Баба́евский райо́н; vepsio: Babajevon rajon) es un distrito administrativo (raión) ruso perteneciente a la óblast de Vólogda. Se ubica en el oeste de la óblast. Su capital es Babáyevo.
En 2023, el raión tenía una población de 19 014 habitantes. El raión es limítrofe al oeste con la óblast de Leningrado, y extiende su territorio sobre las áreas que en el siglo XX estuvieron habitadas por el pueblo vepsio en esta óblast. Sin embargo, la población se ha rusificado notablemente, y el raión solamente conserva algunos rasgos culturales de su origen vepsio.

## Subdivisiones
Comprende la ciudad de Babáyevo, donde viven tres quintas partes de la población distrital, y 270 localidades rurales. Debido a esta concentración urbana frente a la dispersión rural, desde 2022 el autogobierno local del raión toma la forma jurídica de ókrug municipal, de forma que un solo ayuntamiento con sede en Babáyevo ejerce su jurisdicción sobre todo el raión.
Antes de 2022, había en el raión siete ayuntamientos: uno urbano (que únicamente gobernaba la capital distrital) y seis asentamientos rurales. De estos seis, uno tenía sede en la capital distrital y se extendía por el sur del raión, otro era un asentamiento nacional vepsio con sede en Timóshino y los otros cuatro eran asentamientos rurales normales con sede en Borísovo-Súdskoye, Piázhelka, Sániskaya y Tóropovo.